# Somtous
Somtous est le nom hellénisé du dieu-enfant égyptien Sema-Taouy. Ce nom signifie « Celui qui réunit les deux terres ».
Dieu enfant d'Héracléopolis, figuré comme un enfant assis sur une fleur de lotus et coiffé de la couronne hemhem (couronne divine et royale, constituée de trois couronnes Atef et portée par les rois défunts et certains dieux enfants).